# IC 2887
IC 2887 је спирална галаксија у сазвјежђу Лав која се налази на листи објеката дубоког неба у Индекс каталогу.
Деклинација објекта је + 9° 23' 18" а ректасцензија 11h 30m 29,5s. Привидна величина (магнитуда) објекта IC 2887 износи 14,5 a фотографска магнитуда 15,3. IC 2887 је још познат и под ознакама NGC 3705A, CGCG 67-94, FGC 153A, PGC 35470.